# Porsche Tennis Grand Prix 2016
Porsche Tennis Grand Prix 2016 — жіночий тенісний турнір, що проходив на закритих ґрунтових кортах. Це був 39-й за ліком Porsche Tennis Grand Prix. Належав до категорії Premier у рамках Туру WTA 2016. Відбувся на Porsche Arena в Штутгарті (Німеччина). Тривав з 18 до 24 квітня 2016 року.
Окрім грошової винагороди переможниця одиночного розряду отримала спортивну автівку Porsche 718 Boxster S.

## Призові очки і гроші

### Розподіл очок
| Дисципліна       | П   | Ф   | ПФ  | ЧФ  | 1/8 | 1/16 | Q   | Q3  | Q2  | Q1  |
| Одиночний розряд | 470 | 305 | 185 | 100 | 55  | 1    | 25  | 18  | 13  | 1   |
| Парний розряд    | 470 | 305 | 185 | 100 | 1   | Н/Д  | Н/Д | Н/Д | Н/Д | Н/Д |

### Розподіл призових грошей
| Дисципліна       | П        | Ф       | ПФ      | ЧФ      | 1/8    | 1/16   | Q3     | Q2     | Q1   |
| Одиночний розряд | €104,477 | €55,792 | €29,799 | €16,018 | €8,590 | €5,451 | €2,448 | €1,301 | €724 |
| Парний розряд *  | €32,680  | €17,459 | €9,541  | €4,855  | €2,637 | Н/Д    | Н/Д    | Н/Д    | Н/Д  |

* на пару

## Учасниці основної сітки в одиночному розряді

### Сіяні
| Країна    |                      | Рейтинг1 | Сіяна |
| --------- | -------------------- | -------- | ----- |
| Польща    | Агнешка Радванська   | 2        | 1     |
| Німеччина | Анджелік Кербер      | 3        | 2     |
| Іспанія   | Гарбінє Мугуруса     | 4        | 3     |
| Румунія   | Сімона Халеп         | 6        | 4     |
| Чехія     | Петра Квітова        | 7        | 5     |
| Італія    | Роберта Вінчі        | 8        | 6     |
| Іспанія   | Карла Суарес Наварро | 11       | 7     |
| Чехія     | Луціє Шафарова       | 15       | 8     |

- 1 Рейтинг подано станом на 11 квітня 2016.

### Інші учасниці
Нижче наведено учасниць, що отримали вайлдкард на участь в основній сітці:
- Анна-Лена Фрідзам
- Юлія Гергес

Нижче наведено гравчинь, які пробились в основну сітку через стадію кваліфікації:
- Луїза Чиріко
- Осеан Доден
- Лаура Зігемунд
- Каріна Віттгефт

Як щасливий лузер в основну сітку потрапили такі гравчині:
- Каміла Джорджі

### Знялись з турніру
До початку турніру
- Белінда Бенчич (травма спини) → її замінила  Каролін Гарсія
- Сара Еррані (травма правої ноги) → її замінила  Каміла Джорджі
- Медісон Кіз → її замінила  Моніка Нікулеску
- Світлана Кузнецова → її замінила  Алізе Корне
- Марія Шарапова (provisional suspension) → її замінила  Катерина Макарова

## Учасниці основної сітки в парному розряді

### Сіяні
| Країна    | Гравчиня       | Країна   | Гравчиня            | Рейтинг1 | Сіяна |
| --------- | -------------- | -------- | ------------------- | -------- | ----- |
| Швейцарія | Мартіна Хінгіс | Індія    | Саня Мірза          | 2        | 1     |
| Франція   | Каролін Гарсія | Франція  | Крістіна Младенович | 23       | 2     |
| Словенія  | Андрея Клепач  | Словенія | Катарина Среботнік  | 54       | 3     |
| США       | Ракель Атаво   | Польща   | Алісія Росольська   | 78       | 4     |

- Рейтинг подано станом на 11 квітня 2016.

### Інші учасниці
Пара, що отримала вайлдкард на участь в основній сітці:
- Анніка Бек /  Роберта Вінчі
- Анна-Лена Фрідзам /  Андреа Петкович
- Сабіне Лісіцкі /  Луціє Шафарова

### Знялись з турніру
Під час турніру
- Андреа Петкович (травма поперекового відділу хребта)

## Переможниці

### Одиночний розряд
- Анджелік Кербер —  Лаура Зігемунд, 6–4, 6–0.

### Парний розряд
- Каролін Гарсія /  Крістіна Младенович —   Мартіна Хінгіс /  Саня Мірза, 2–6, 6–1, [10–6].